# 加納周典
加納 周典（かのう ただのり、1972年1月2日 - ）は、日本の映画監督。愛知県名古屋市出身。
父は写真家の加納典明、双子の弟・加納典譲はカメラマン。

## 経歴
桑沢デザイン研究所に進学するため上京。卒業後は劇団俳優座第6期研究生（同期に俳優の松田賢二）に入団するも一年で自主退団し、自作自演で舞台を製作。自主制作映画に移行するとともに監督に専念。2000年に公開された「wolf・ish」がインディーズムービー・フェスティバルで第3回のグランプリを受賞。
2003年には「RodeoDrive」で劇場デビュー。
単館系の低予算映画でアクション・バイオレンスを得意とするが、2008年制作の「約束の地」では、少女の成長を描いたヒューマンドラマに挑戦している。
また映画以外に元々ファンだったチェッカーズの楽器メンバーが組むバンド、アブラーズのライブDVDなども手がけている。
2011年～　映像制作会社 株式会社バトロコ 代表取締役。

## 受賞歴
第3回インディーズムービーフェスティバル　グランプリ受賞
「wolf・ish」

## 作品
| 公開年 | 作品名                     | 製作（配給）                     | 脚本           | 主な出演者 | 上映時間ほか |
| ------ | -------------------------- | -------------------------------- | -------------- | --- | ------------ |
| 2000年 | wolf・ish                  | 自主制作                         | 加納 周典      | 尾形竜太、吉原 歩(霧島れいか)、佐伯太輔、吉原白桐、須田真魚、原田高良、松田賢二、渡辺 健                      | 58分         |
| 2001年 | BATO LOCO                  | 自主制作                         | 加納 周典      | 松田賢二、原田高良、吉原白桐、渡辺 健、月ゴロー、笠原竜司、中丸新将                                           | 95分         |
| 2003年 | Rodeo Drive                | KSS                              | いわみやすひろ | 北村一輝、松田賢二、佐伯太輔、中村優子、清水あき、正木蒼二、松重豊、中丸新将                                  | 87分         |
| 2004年 | Bridge～この橋の向こうに～ | KSS                              | 川端麻祐子     | 市瀬秀和、藤真美穂、川端麻祐子、高槻 純、吉岡毅志、太田千晶、中村優子、堀江 慶、吉原 歩(霧島れいか)、松田賢二 | 58分         |
| 2004年 | STRAY SHEEP                | ブロードバンドピクチャーズ       | 加納 周典      | 高野八誠、松田賢二、市瀬秀和、佐久間梨乃、須田真魚、木内美歩、小出ミカ                                        | 72分         |
| 2005年 | おまえが嫌いだ             | ブロードバンドピクチャーズ       | 加納 周典      | 松田賢二、村井美樹、武内 享、梅宮 哲、小出ミカ、広澤 草、小沢和義                                             | 93分         |
| 2008年 | 約束の地                   | エイベックス・エンタテインメント | 加納 周典      | 伊藤ゆみ(ICONIQ)、緒形幹太、藤真美穂、松田賢二、澁谷武尊、渋谷亜希、大土井裕二、菅田俊                        | 93分         |
| 2010年 | パンチ!!                   | アムモ98                         | 加納 周典      | 松田賢二、佐伯太輔、辻岡正人、埜本佳菜美、パッション屋良、笠原竜司                                            | 50分         |

- アブラーズ　　「4 of us」ドキュメンタリーDVD
- アブラーズ　　「Clover Tour」ライブDVD
- アブラーズ　　「アブラＴＶ」DVD
- アブラーズ　　「On the Move」ツアードキュメンタリーDVD
- アブラーズ　　「アブラＴＶ2」DVD
- THE MODS  　「The Rights」PV

## 交友関係
- 松田賢二
- アブラーズ